# Rereaheihei Falls
Die Rereaheihei Falls sind ein unzugänglicher Wasserfall bislang nicht ermittelter Fallhöhe im Whanganui-Nationalpark in der Region Manawatū-Whanganui auf der Nordinsel Neuseelands. Er liegt im Lauf des Mangaio Stream etwa auf der Hälfte der Wegstrecke zwischen dessen Quelle und der Mündung in östlicher Fließrichtung in den Whanganui River. Die Kourariki Falls liegen stromabwärts zu ihm.